# Porażynko
Porażynko – osada leśna w Polsce położona w województwie wielkopolskim, w powiecie grodziskim, w gminie Grodzisk Wielkopolski.
W latach 1975–1998 administracyjnie należała do województwa poznańskiego.